# 스와호
스와 호(일본어: 諏訪湖 스와코[*])는 나가노현 오카야시, 스와시, 스와군 시모스와정에 걸쳐 있는 호수이다. 일본 하천법에서는 덴류강의 일부로 취급하고 있다.
스와 분지의 밑을 차지하며 해발 759 m, 면적 14.5 km2, 최심부 7 m이다. 어류와 조개류 등이 풍부하게 서식한다. 호수면은 한겨울에 얼어붙는데, 얼어붙은 면의 약한 부분이 갈라지고 그 사이로 얼음기둥이 떠오르는 현상을 볼 수 있어 유명하다.
1922년 2월 11일 일본에서 처음 피겨스케이트 공식시합이 인근 시모스와 링크에서 열려 스케이트장으로 알려져 있고, 호안(湖岸)에는 상·하 스와 온천이 용출한다. 호수수질보전특별조치법으로 지정된 호소 중 한 곳이다. 아울러 다케다 신겐의 수중묘 전설로 익히 알려진 호수이기도 하다.
영화 너의 이름은.의 여자 주인공 미야미즈 미츠하의 사는 시골 배경이 되었다.

## 지리
나가노현 중부의 스와 분지에 위치해 있다. 면적은 나가노현에서 가장 넓다. 이토이가와-시즈오카 구조선의 단층운동에 따른 지각균열로 생긴 구조호이다. 아울러 이토이가와-시즈오카 구조선과 중앙구조선이 교차하는 곳이기도 하다.
- 유입하천: 31개소
- 유출하천: 덴류강

## 수질
스와호는 일찍이 수질이 좋은 호수로 정평이 나, 에도 시대에 비와호와 더불어 참재첩이 방류되어 이를 바탕으로 한 어업이 행해졌다. 그러나, 태평양 전쟁 후, 고도성장기를 거쳐오면서 생활배수 및 여러 오염물이 호수로 흘러들어 부영양화로 수질이 악화되었다. 특히 70년대부터 80년대에는 녹조가 자주 발생했으며, 악취도 나, 환경오염의 심각성을 보여주었다. 근년 관민이 함께 적극적으로 수질개선에 박차를 가하였고, 그 결과 수질이 대폭적으로 개선되어오고 있지만, 갈길이 멀다.